# Waldo (Alabama)
Waldo es un pueblo ubicado en el condado de Talladega en el estado estadounidense de Alabama. En el censo de 2000, su población era de 281.

## Demografía
En el 2000 la renta per cápita promedia del hogar era de $26,563, y el ingreso promedio para una familia era de $31,750. El ingreso per cápita para la localidad era de $13,743. Los hombres tenían un ingreso per cápita de $31,364 contra $19,375 para las mujeres.

## Geografía
Waldo está situado en 33°23′37″N 86°1′58″O / 33.39361, -86.03278 (33.393674, -86.032763)
Según la Oficina del Censo de los EE. UU., la ciudad tiene un área total de 2.87 millas cuadradas (7.43 km²).